# Oscar Andersson i Långviksmon
Erik Oscar Andersson (i riksdagen kallad Andersson i Långviksmon), född 1 december 1903 i Björna församling, död 15 juli 1961 i Björna, var en svensk lantbrukare och riksdagsman (folkpartist).
Oscar Andersson, som kom från en arbetarfamilj, var lantbrukare i Långviksmon i Björna, där han också var kommunalfullmäktiges ordförande 1948–1951 och 1957–1958. Andersson var riksdagsledamot i andra kammaren för Västernorrlands läns valkrets 1949–1952 samt 1957–1958. I riksdagen var han bland annat suppleant i jordbruksutskottet 1950–1952 och 1957–1958. Han var främst engagerad i landsbygdsfrågor och skrev i riksdagen nio egna motioner.